# أيمن فريد أبو حديد
أيمن فريد أبو حديد هو وزير وزارة الزراعة واستصلاح الأراضي المصرية سابق ضمن حكومة عصام شرف بعد ما عُيّن في ذات المنصب في حكومة أحمد شفيق. كان رئيساً لمركز البحوث الزراعية وهو نجل الأديب محمد فريد أبو حديد.
قام الدكتور أيمن فريد أبو حديد في فترة توليه وزارة الزراعة بالعديد من الإصلاحات وخطط تطويرالزراعة في مصر. كما قام باسترداد آلاف الأفدنة المملوكة للدولة والتي تم بيعها قبل الثورة بأسعار زهيدة مثل 75 ألف فدان التي ردها الوليد بن طلال للحكومة المصرية.
قام الدكتور أبو حديد بوضع ضوابط تحدد البناء علي الأراضي الزراعية لحمايتها وهي تمثل مصدر الغذاء الرئيسي للشعب المصري.
عقد أيضا الدكتور أبو حديد العديد من الاتفاقيات مع السودان الشقيق لزراعة بعض المساحات هناك للمساعدة في سد أي نقص في المحاصيل الحيوية.
قام الدكتور أيمن فريد أبو حديد أيضا بوضع خطة للاكتفاء الذاتي من قمح الخبز وبدأ في تنفيذها علي الفور بتوفير الصوامع اللازمة لتخزين القمح.
وضع الدكتور أبو حديد أيضا إستراتيجية عامة لتطوير الزراعة في مصر تهدف الي الاكتفاء الذاتي من كافة المحاصيل الحيوية تطبيقا لسياسة أن من يملك قوته يملك حريته.